# 鈴木大馳
鈴木 大馳（すずき だいち、2006年11月8日 - ）は、愛知県春日井市出身のプロサッカー選手。Jリーグ・サガン鳥栖所属。ポジションはフォワード。

## 来歴
サガン鳥栖U-18からユースに所属し、2023シーズンは高校2年生ながら2種登録選手として登録された。ルヴァンカップ第6節、横浜F・マリノス戦では途中出場からゴールを奪い、同大会最年少得点記録(16歳7ヶ月10日)を樹立した。翌2024年も2種登録選手としてトップチームに帯同した。
2024年9月17日、2025年シーズンからのサガン鳥栖トップチーム昇格内定が発表された。
2024年10月5日のJ1第33節FC東京戦で後半39分から出場し、J1初出場を果たす。
同年11月3日のJ1第35節ホーム町田戦でスタメン出場し、前半20分にJリーグ初ゴールを記録、チームの13試合ぶりの勝利に貢献する。

## 所属クラブ
- アクアJFC
- FC.フェルボール愛知U15
- サガン鳥栖U-18
  - 2023年 - 2024年  サガン鳥栖 (2種登録選手)
- 2025年 -  サガン鳥栖

## 個人成績
| 国内大会個人成績 | 国内大会個人成績 | 国内大会個人成績 | 国内大会個人成績 | 国内大会個人成績 | 国内大会個人成績 | 国内大会個人成績 | 国内大会個人成績 | 国内大会個人成績 | 国内大会個人成績 | 国内大会個人成績 | 国内大会個人成績 |
| 年度             | クラブ           | 背番号           | リーグ           | リーグ戦         | リーグ戦         | リーグ杯         | リーグ杯         | オープン杯       | オープン杯       | 期間通算         | 期間通算         |
| 年度             | クラブ           | 背番号           | リーグ           | 出場             | 得点             | 出場             | 得点             | 出場             | 得点             | 出場             | 得点             |
| 日本             | 日本             | 日本             | 日本             | リーグ戦         | リーグ戦         | リーグ杯         | リーグ杯         | 天皇杯           | 天皇杯           | 期間通算         | 期間通算         |
| ---------------- | ---------------- | ---------------- | ---------------- | ---------------- | ---------------- | ---------------- | ---------------- | ---------------- | ---------------- | ---------------- | ---------------- |
| 2023             | 鳥栖             | 47               | J1               | 0                | 0                | 1                | 1                | 0                | 0                | 1                | 1                |
| 2024             | 鳥栖             | 47               | J1               | 4                | 1                | 0                | 0                | 1                | 0                | 5                | 1                |
| 2025             | 鳥栖             | 19               | J2               |                  |                  |                  |                  |                  |                  |                  |                  |
| 通算             | 日本             | 日本             | J1               | 4                | 1                | 1                | 1                | 1                | 0                | 6                | 2                |
| 総通算           | 総通算           | 総通算           | 総通算           | 4                | 1                | 1                | 1                | 1                | 0                | 6                | 2                |

- 2023年・2024年は2種登録。